# Somos Educação
SOMOS Educação, anteriormente Abril Educação, é uma companhia brasileira de educação fundada em 1960. Faz parte da Saber, holding de educação básica da Cogna Educação (antigo Kroton Educacional). Atualmente, a SOMOS Educação atende mais de 130 mil escolas e a cerca de 30 milhões de alunos em todos os estados da federação.

## História
Foi fundada em 1960 por Victor Civita. Anteriormente, pertenceu ao fundo Tarpon Investimentos.
Em 2008, como Abril Educação, a empresa publicou cerca de 300 tipos de livros, em 2011, investiu cerca de R$ 265,5 milhões em várias aquisições ao redor do Brasil, ainda em 2011, terminou o ano com cerca de 1.600 escolas e 462 mil alunos. Em fevereiro de 2013, anunciou a compra da rede de ensino Wise Up por R$ 877 milhões.
Em fevereiro de 2015, a Abrilpar, holding da família que controlava os negócios do grupo Abril, anunciou a venda da totalidade de suas ações da Abril Educação para fundos de investimento sob gestão da Tarpon. Com o negócio, o grupo Abril disse que pretendia se dedicar aos negócios de mídia e distribuição. A Thunnus Participações, sociedade detida por fundos da Tarpon, fechou um aditivo ao contrato com a Abrilpar para assumir o controle da Abril Educação em um negócio de R$ 1,31 bilhão. Em abril de 2018, a Kroton Educacional fechou a compra da SOMOS Educação por  4,6 bilhões.
A Abril Educação anunciou, no dia 25 de junho de 2015, a mudança de seu nome e identidade da marca. A companhia passou a se chamar SOMOS Educação. Em junho de 2015, a companhia então deixa a cor verde e a árvore símbolo e adota nova identidade que simboliza sua fase atual.

## Marcas
Atuais
- Anglo Sistema de Ensino
- Anglo Vestibulares
- AppProva
- Benvirá
- Centro Educacional Sigma
- Colégio Anglo 21
- Colégio CEI
- Colégio do Salvador
- Colégio e Curso pH
- Colégio Integrado
- Colégio Maxi
- Colégio Motivo
- Colégio Visão
- Curso e Colégio NEODNA
- Escola Chave do Saber (Ecsa)
- Escola Santi
- Editora Ática
- Editora Scipione
- Editora Saraiva
- Ético Sistema de Ensino
- GEO Sistema de Ensino
- Maxi Sistema de Ensino
- SER Sistema de Ensino
- Livro Fácil
- Primeiros Passos
- PH Sistema de Ensino
- Red Balloon
- O Líder em Mim
- PROFS
- Stoodi

Marcas anteriores:
- Alfa Concursos públicos
- Wise Up